# Maronka
Maronka, Maranka - legendarna przywódczyni zbójników z Inwałdu w Beskidzie Małym, żyjąca w początkach XIX wieku. 
Maronka miała być przywódczynią zbójników beskidzkich, rabujących podróżnych na szlaku handlowym z Krakowa do Czech. Według zapisu z lat 70. XIX wieku siedziba bandy miała znajdować się w jaskini, położonej w wąwozie przy drodze z Inwałdu do Zagórnika. Według podań ludowych, Maronka miała zajmować się rozbojem, paserstwem, miała nawet być czarownicą.
Jak podaje kronika parafii w Bulowicach z roku 1833, banda zbójców pod jej przywództwem została otoczona przez żołnierzy z Lanckorony w bulowickiej karczmie, położonej przy drodze do Andrychowa. Zbójnikom nie udało się uciec z okrążenia, Maronka nie chcąc dostać się do niewoli otruła się. Została pochowana na granicy wsi, pomiędzy Bulowicami a Roczynami.
Z Maronką bywa wiązana legenda dotycząca dużo starszego obrazu Matki Boskiej Inwałdzkiej znajdującego się w tamtejszym kościele pw. Narodzenia NMP. Według tego podania obraz miał być przyniesiony przez grupę zbójców z Węgier, i miał przyczynić się do nawrócenia złoczyńców, którzy po nawróceniu przynieść go mieli inwałdzkiemu proboszczowi.